# Więcemił
Więcemił – staropolskie imię męskie, złożone z członów Więce- ("więcej") i -mił ("miły"). Oznacza "tego, który jest milszy niż inni".
Więcemił imieniny obchodzi 26 maja.